# Beleg van Rome (549-550)
Het was het Derde Beleg van Rome in de Gotische Oorlog en duurde van 549 tot 550. De strijd werd geleverd door de verdedigende Byzantijnen, onder leiding van generaal Diogenes, en de Ostrogoten, onder leiding van Totila. 

## Achtergrond
Totila had de stad Rome al eens eerder veroverd in 546. Keizer Justinianus I stuurde zijn generaal Belisarius, die de stad Rome in 547 heroverde. De verstandhouding tussen Justinianus en Belisarius was nooit optimaal en in 549 riep de keizer zijn generaal terug naar Constantinopel.

## Beleg
Ontdaan van zijn grootste tegenstander en dankzij de ervaring van het eerder beleg had Totila vrij spel. Totila omsingelde de stad en een uitputtingsoorlog kon beginnen. Na verloop van tijd brak hongersnood uit in de stad. De inwoners kregen de keuze, de poorten van de stad openen, zich overgeven en een flinke som betalen, zoals het garnizoen had gedaan tijdens het tweede beleg of doorgaan met vechten voor Justinianus. Sommige soldaten besloten de kant van Totila te kiezen en openden de poort voor hem. Totila's mannen trokken de stad binnen en vernietigden het nietsvermoedende Romeinse garnizoen. Ze trokken door de stad en doodden en plunderden iedereen behalve de vrouwen, die op bevel van Totila werden gespaard. In de verwachting dat de edelen en de rest van het garnizoen zouden vluchten zodra de muren waren ingenomen, zette Totila hinderlagen op langs de wegen naar de naburige steden. Slechts enkelen, waaronder Diogenes, de Romeinse commandant, konden ontsnappen.

## Vervolg
Na het beleg werd de stad Rome heropgebouwd.